# Associazione Calcio Napoli 1939-1940
Questa voce raccoglie le informazioni riguardanti l'Associazione Calcio Napoli nelle competizioni ufficiali della stagione 1939-1940.

## Stagione
La stagione 1939-1940 del Napoli è la undicesima stagione in Serie A e la quattordicesima complessiva in massima serie. A conclusione del campionato la squadra è quattordicesima con 24 punti ed evita la retrocessione per miglior quoziente reti nei confronti del Liguria.
In Coppa Italia supera il Savoia 3-1 in trasferta ai sedicesimi di finale, quindi viene sconfitto 1-0 dal Genova 1983 in casa agli ottavi.

## Divise
| Prima divisa | Divisa portiere |

## Organigramma societario
Dirigenza
- Presidente: Achille Lauro, poi Gaetano Del Pezzo[3]

Staff tecnico
- Allenatore: Adolfo Baloncieri

## Rosa
| N. |                   | Ruolo | Calciatore                    |
| -- | ----------------- | ----- | ----------------------------- |
|    | Italia (bandiera) | P     | Eriberto Braglia              |
|    | Italia (bandiera) | P     | Silvano Pipan                 |
|    | Italia (bandiera) | P     | Arnaldo Sentimenti (capitano) |
|    | Italia (bandiera) | D     | Luigi Cassano                 |
|    | Italia (bandiera) | D     | Luigi Castello                |
|    | Italia (bandiera) | D     | Aldo Fabbro                   |
|    | Italia (bandiera) | D     | Giuseppe Fenoglio             |
|    | Italia (bandiera) | D     | Pietro Pastorino              |
|    | Italia (bandiera) | D     | Mario Pretto                  |
|    | Italia (bandiera) | D     | Italo Romagnoli               |
|    | Italia (bandiera) | D     | Silverio Tricoli              |
|    | Italia (bandiera) | D     | Egidio Turchi                 |

| N. |                   | Ruolo | Calciatore           |
| -- | ----------------- | ----- | -------------------- |
|    | Italia (bandiera) | C     | Carlo Biagi          |
|    | Italia (bandiera) | C     | Bruno Gramaglia      |
|    | Italia (bandiera) | C     | Germano Mian         |
|    | Italia (bandiera) | C     | Alfonso Negro        |
|    | Italia (bandiera) | C     | Filippo Prato        |
|    | Italia (bandiera) | C     | Luigi Rosellini      |
|    | Italia (bandiera) | C     | Mario Zanni          |
|    | Italia (bandiera) | A     | Giuseppe Gerbi       |
|    | Italia (bandiera) | A     | Carlo Alberto Quario |
|    | Italia (bandiera) | A     | Nereo Rocco          |
|    | Italia (bandiera) | A     | Giovanni Venditto    |

## Calciomercato
| Acquisti | Acquisti             | Acquisti         | Acquisti   |
| R.       | Nome                 | da               | Modalità   |
| -------- | -------------------- | ---------------- | ---------- |
| D        | Luigi Cassano        | Liguria          | definitivo |
| D        | Pietro Pastorino     | Atalanta         | definitivo |
| D        | Egidio Turchi        | Lucchese         | definitivo |
| C        | Luigi Rosellini      | Lucchese         | definitivo |
| A        | Carlo Alberto Quario | Ambrosiana-Inter | prestito   |

| Cessioni | Cessioni         | Cessioni       | Cessioni       |
| R.       | Nome             | a              | Modalità       |
| -------- | ---------------- | -------------- | -------------- |
| D        | Achille Piccini  | Lucchese       | definitivo     |
| D        | Nicolás Riccardi | -              | fine contratto |
| D        | Corrado Tamietti | Modena         | definitivo     |
| D        | Athos Zontini    | -              | ritiro         |
| A        | Aldo Paone       | Ilva Bagnolese | definitivo     |

## Risultati

### Serie A

#### Girone di andata
| Arbitro: | Rosso (Torino) |

|                |           |  |
| Cappellini 75’ | Marcatori |  |

| Arbitro: | Leoni (Milano) |

|                                    |           |                              |
| Biagi 28’ Quario 39’ Rosellini 54’ | Marcatori | 18’ Spadavecchia 79’ Peretti |

| Arbitro: | Moretti (Genova) |

|                                               |           |  |
| Ferraris 15’ Guarnieri 30’, 75’ Locatelli 81’ | Marcatori |  |

| Arbitro: | Scorzoni (Bologna) |

|  |           |               |
|  | Marcatori | 64’ Subinaghi |

| Arbitro: | Pizziolo (Firenze) |

|                        |           |  |
| Trevisan 46’ Costa 87’ | Marcatori |  |

| Arbitro: | Tonnetti (Roma) |

|          |           |  |
| Mian 50’ | Marcatori |  |

| Arbitro: | Conticini (Firenze) |

|             |           |  |
| Allasio 39’ | Marcatori |  |

| Arbitro: | Barlassina (Novara) |

|                          |           |           |
| Quario 43’ Rosellini 48’ | Marcatori | 12’ Frigo |

| Arbitro: | Bertolio (Torino) |

|                      |           |  |
| Gabardo 26’ Neri 73’ | Marcatori |  |

| Arbitro: | Mattea (Torino) |

|            |           |                                         |
| Quario 50’ | Marcatori | 34’ Chizzo 84’, 89’ Remondini 86’ Boffi |

| Roma 10 dicembre 1939 11ª giornata | Lazio | 2 – 0 referto | Napoli |  |

| Arbitro: | Cardinali (Milano) |

|                      |           |            |
| Quario 47’ Prato 82’ | Marcatori | Romano 65’ |

| Bologna 31 dicembre 1939 13ª giornata | Bologna | 1 – 1 referto | Napoli |  |

| Napoli 7 gennaio 1940 14ª giornata | Napoli | 0 – 0 referto | Juventus |  |

| Venezia 14 gennaio 1940 15ª giornata | Venezia | 2 – 0 referto | Napoli |  |

#### Girone di ritorno
| Napoli 21 gennaio 1940 16ª giornata | Napoli | 1 – 1 referto | Bari |  |

| Genova 28 gennaio 1940 17ª giornata | Liguria | 2 – 0 referto | Napoli |  |

| Napoli 4 febbraio 1940 18ª giornata | Napoli | 0 – 1 referto | Ambrosiana-Inter |  |

| Roma 11 febbraio 1940 19ª giornata | Roma | 1 – 0 referto | Napoli |  |

| Napoli 18 febbraio 1940 20ª giornata | Napoli | 3 – 1 referto | Triestina |  |

| Modena 25 febbraio 1940 21ª giornata | Modena | 0 – 0 referto | Napoli |  |

| Napoli 10 marzo 1940 22ª giornata | Napoli | 3 – 1 referto | Torino |  |

| Firenze 17 marzo 1940 23ª giornata | Fiorentina | 2 – 0 referto | Napoli |  |

| Napoli 24 marzo 1940 24ª giornata | Napoli | 3 – 1 referto | Genova 1893 |  |

| Milano 31 marzo 1940 25ª giornata | Milano | 3 – 0 referto | Napoli |  |

| Napoli 21 aprile 1940 26ª giornata | Napoli | 1 – 1 referto | Lazio |  |

| Novara 12 maggio 1940 27ª giornata | Novara | 0 – 1 referto | Napoli |  |

| Napoli 19 maggio 1940 28ª giornata | Napoli | 1 – 1 referto | Bologna |  |

| Torino 26 maggio 1940 29ª giornata | Juventus | 2 – 1 referto | Napoli |  |

| Napoli 2 giugno 1940 30ª giornata | Napoli | 2 – 0 referto | Venezia |  |

### Coppa Italia
| Arbitro: | Tonnetti (Roma) |

|                     |           |                              |
| Scavazza 77’ (rig.) | Marcatori | 10’, 70’ Quario 11’ Venditto |

| Arbitro: | Galeati (Bologna) |

|  |           |             |
|  | Marcatori | 65’ Gabardo |

## Statistiche

### Statistiche di squadra
| Competizione | Punti | In casa | In casa | In casa | In casa | In casa | In casa | In trasferta | In trasferta | In trasferta | In trasferta | In trasferta | In trasferta | Totale | Totale | Totale | Totale | Totale | Totale | DR  |
| Competizione | Punti | G       | V       | N       | P       | Gf      | Gs      | G            | V            | N            | P            | Gf           | Gs           | G      | V      | N      | P      | Gf     | Gs     | DR  |
| ------------ | ----- | ------- | ------- | ------- | ------- | ------- | ------- | ------------ | ------------ | ------------ | ------------ | ------------ | ------------ | ------ | ------ | ------ | ------ | ------ | ------ | --- |
| Serie A      | 24    | 15      | 8       | 4       | 3       | 23      | 16      | 15           | 1            | 2            | 12           | 3            | 25           | 30     | 9      | 6      | 15     | 26     | 41     | -15 |
| Coppa Italia |       | 1       | 0       | 0       | 1       | 0       | 1       | 1            | 1            | 0            | 0            | 3            | 1            | 2      | 1      | 0      | 1      | 3      | 2      | +1  |
| Totale       |       | 16      | 8       | 4       | 4       | 23      | 17      | 16           | 2            | 2            | 12           | 6            | 26           | 32     | 10     | 6      | 16     | 29     | 43     | -14 |

### Statistiche dei giocatori
| Giocatore     | Serie A  | Serie A | Coppa Italia | Coppa Italia | Totale   | Totale |
| Giocatore     | Presenze | Reti    | Presenze     | Reti         | Presenze | Reti   |
| ------------- | -------- | ------- | ------------ | ------------ | -------- | ------ |
| E. Braglia    | 10       | -11     | 1            | -1           | 11       | -12    |
| S. Pipan      | 0        | 0       | -            | -            | 0        | 0      |
| A. Sentimenti | 20       | -30     | 1            | -1           | 21       | -31    |
| L. Cassano    | 21       | 0       | 2            | 0            | 23       | 0      |
| L. Castello   | 1        | 0       | -            | -            | 1        | 0      |
| A. Fabbro     | 19       | 0       | 2            | 0            | 21       | 0      |
| G. Fenoglio   | 23       | 0       | 1            | 0            | 24       | 0      |
| P. Pastorino  | 16       | 0       | -            | -            | 16       | 0      |
| M. Pretto     | 16       | 0       | 2            | 0            | 18       | 0      |
| I. Romagnoli  | 20       | 3       | 1            | 0            | 21       | 3      |
| S. Tricoli    | 16       | 0       | 1            | 0            | 17       | 0      |
| E. Turchi     | 10       | 0       | 1            | 0            | 11       | 0      |
| C. Biagi      | 24       | 4       | 2            | 0            | 26       | 4      |
| B. Gramaglia  | 0        | 0       | -            | -            | 0        | 0      |
| G. Mian       | 20       | 1       | 2            | 0            | 22       | 1      |
| A. Negro      | 9        | 0       | -            | -            | 9        | 0      |
| F. Prato      | 18       | 1       | 1            | 0            | 19       | 1      |
| L. Rosellini  | 21       | 5       | 1            | 0            | 22       | 5      |
| M. Zanni      | 2        | 0       | -            | -            | 2        | 0      |
| G. Gerbi      | 6        | 0       | -            | -            | 6        | 0      |
| C.A. Quario   | 24       | 9       | 2            | 2            | 26       | 11     |
| N. Rocco      | 9        | 0       | -            | -            | 9        | 0      |
| G. Venditto   | 25       | 3       | 2            | 1            | 27       | 4      |